# 3819 Robinson
3819 Robinson (1983 AR) là một tiểu hành tinh vành đai chính được phát hiện ngày 12 tháng 1 năm 1983 bởi B. A. Skiff ở Flagstaff (AM).